# Agrilus falli
Agrilus falli es una especie de insecto del género Agrilus, familia Buprestidae, orden Coleoptera. Fue descrita científicamente por Fisher, 1928.
Se encuentra en Aeizona y Texas. No se conocen sus plantas hospederas.